# Apače
Apače (IPA: ˈaːpatʃɛ, in tedesco Abstall) è l'insediamento capoluogo comunale di Apače.